# 特恩巴克鎮區 (密蘇里州勞倫斯縣)
特恩巴克鎮區（英語：Turnback Township）是位於美國密蘇里州勞倫斯縣的一個行政鎮區。

## 地方資料
特恩巴克鎮區的面積為108.10平方千米，當中陸地面積為107.87平方千米，而水域面積為0.23平方千米。根據2020年美國人口普查的數據，當地共有人口1410人，而人口密度為每平方千米13.04人。